# Amauromyza
Amauromyza es un género de dípteros de la familia Agromyzidae. Fue descrito por Friedrich Georg Hendel en 1931.

## Especies
- Amauromyza abnormalis (Malloch, 1913)[2]
- Amauromyza acuta Sasakawa & Fan, 1985[3]
- Amauromyza albidohalterata (Malloch, 1916)
- Amauromyza aliena (Malloch, 1914)[4]
- Amauromyza angulicornis Zlobin, 1997
- Amauromyza anomala Spencer, 1981[5]
- Amauromyza auriceps (Melander, 1913)[6]
- Amauromyza balcanica (Hendel, 1931)
- Amauromyza belamcandae Sasakawa, 1981[7]
- Amauromyza bifida Sasakawa & Fan, 1985[3]
- Amauromyza boliviensis Sasakawa, 1992[8]
- Amauromyza caliginosa (Spencer, 1963)[9]
- Amauromyza carlinae (Hering, 1944)
- Amauromyza chamaebalani (Hering, 1960)
- Amauromyza chenopodivora Spencer, 1971[10]
- Amauromyza clinopodii Sasakawa, 1998
- Amauromyza confondata Spencer, 1986[11]
- Amauromyza crucifera Sasakawa, 2007
- Amauromyza elaeagni (Rohdendorf-Holmanova, 1959)
- Amauromyza elsinorensis Spencer, 1981[5]
- Amauromyza flavida Spencer, 1975
- Amauromyza flavifrons (Meigen, 1830)[12]
- Amauromyza fuscibasis (Malloch, 1934)[13]
- Amauromyza gigantissima (Spencer, 1959)[14]
- Amauromyza gyrans (Fallén, 1823)
- Amauromyza indecisa (Malloch, 1913)[2]
- Amauromyza insularis Spencer, 1981[5]
- Amauromyza karli (Hendel, 1927)[15]
- Amauromyza knowltoni Spencer, 1986[11]
- Amauromyza labiatarum (Hendel, 1920)[16]
- Amauromyza lamii (Kaltenbach, 1858)
- Amauromyza leonuri Spencer, 1971
- Amauromyza lucens Spencer, 1981[5]
- Amauromyza luteiceps (Hendel, 1920)[16]
- Amauromyza madrilena (Spencer, 1957)
- Amauromyza maltensis Cerný, 2004
- Amauromyza meridionalis (Spencer, 1975)
- Amauromyza mihalyii Spencer, 1971
- Amauromyza monfalconensis (Strobl, 1909)[17]
- Amauromyza morionella (Zetterstedt, 1848)[18]
- Amauromyza nevadensis Spencer, 1981[5]
- Amauromyza nigripennis (Sasakawa, 1961)[19]
- Amauromyza nipponensis (Sasakawa, 1955)
- Amauromyza obscura (Rohdendorf-Holmanova, 1959)
- Amauromyza papuensis Spencer, 1966[20]
- Amauromyza paragyrans Papp, 2019
- Amauromyza plectranthi (Sasakawa, 1961)[19]
- Amauromyza pleuralis (Malloch, 1914)[21]
- Amauromyza pterocaula Valladares, 1998
- Amauromyza queenslandica Spencer, 1977[22]
- Amauromyza rameli Cerný, 2011[23]
- Amauromyza ramosa Sasakawa, 2013
- Amauromyza ranchograndensis Spencer, 1973[24]
- Amauromyza remus Spencer, 1981[5]
- Amauromyza riparia Sehgal, 1971[25]
- Amauromyza romulus Spencer, 1981[5]
- Amauromyza schusteri Spencer, 1981[5]
- Amauromyza scleritica Spencer, 1981[5]
- Amauromyza shepherdiae Sehgal, 1971[25]
- Amauromyza soosi Zlobin, 1985
- Amauromyza stachysi Guglya, 2021[26]
- Amauromyza stroblii (Hendel, 1920)[16]
- Amauromyza triseta (Spencer, 1959)[14]
- Amauromyza verbasci (Bouché, 1847)